# Yukarıelmahacılı, Yerköy
Yukarıelmahacılı là một xã thuộc huyện Yerköy, tỉnh Yozgat, Thổ Nhĩ Kỳ. Dân số thời điểm năm 2010 là 104 người.